# Piątkowa (Przemyśl)
Pour les articles homonymes, voir Piątkowa.
Piątkowa est une localité polonaise de la gmina de Dubiecko, située dans le powiat de Przemyśl en voïvodie des Basses-Carpates.